# Alberts Šeibelis
Alberts Žanis Šeibelis (niem. Albert Johann Scheibel, ur. 27 grudnia 1906 w Sabile, zm. 12 kwietnia 1972 w San Diego) – łotewski piłkarz niemieckiego pochodzenia występujący na pozycji pomocnika, reprezentant Łotwy w latach 1925–1939.

## Kariera klubowa
Grę w piłkę nożną rozpoczął w wieku 8 lat na boisku przy ul. Ķieģeļu w Rydze, które później przekształcono w boisko sportowe Łotewskiego Związku Młodzieży Chrześcijańskiej (LJKS). W wieku 11 lat rozpoczął grę w młodzieżowym zespole Jākor FK. W 1918 roku powrócił do rodzinnego miasta Sabile, gdzie grał i jednocześnie trenował rówieśników w szkółce Sabiles JSFN. W 1923 roku przeniósł się do Rīgas FK, gdzie przez pierwsze dwa sezony występował w drużynie rezerw. W 1925 roku włączono go do składu zespołu seniorów. W sezonach 1925, 1926 i 1930 wywalczył z Rīgas FK mistrzostwo Łotwy. W 1931 roku rozpoczął grę w Rīga Vanderer, gdzie spędził 4 sezony na poziomie łotewskiej ekstraklasy.
Jesienią 1934 roku został graczem V.Ķuze. W 1936 roku uzyskał z tym zespołem prawo udziału w Virslīdze. W połowie sezonu 1937/38 z powodu niezadowalających wyników klub został rozwiązany przez głównego sponsora, a Šeibelis powrócił do Rīga Vanderer. Wywalczył w barwach tego zespołu Puchar Łotwy 1938 (wówczas pod nazwą Rīgas Vilki), po zwycięstwie w meczu finałowym 3:1 nad ASK Ryga, w którym zdobył gola. W 1940 roku, po utracie niepodległości przez Łotwę, klub został rozwiązany przez władze radzieckie.
Po rozpoczęciu radzieckiej okupacji Šeibelis wziął udział w pierwszych mistrzostwach Łotewskiej SRR jako piłkarz Spartaks Ryga, jednak rozgrywki nie zostały dokończone z powodu wkroczenia na Łotwę wojsk III Rzeszy. W latach 1942–1943 występował w Virslīdze w reaktywowanym Rīgas Vilki. W 1944 roku dołączył do Rīgas US, jednak z powodu operacji nadbałtyckiej rozgrywki ligowe zostały przerwane. Po zakończeniu II wojny światowej opuścił kraj i osiadł w Stanach Zjednoczonych, gdzie grał w piłkę nożną na poziomie amatorskim oraz pracował jako trener w klubie Blackhawks z Minneapolis.

## Kariera reprezentacyjna
9 sierpnia 1925 zadebiutował w reprezentacji Łotwy w przegranym 1:3 towarzyskim meczu z Finlandią w Helsinkach. 20 lipca 1926 zdobył z rzutu karnego pierwszą bramkę w drużynie narodowej w wygranym 4:1 spotkaniu przeciwko Szwecji w Rydze. Z Łotwą czterokrotnie zwyciężył w turnieju Baltic Cup (1928, 1932, 1933, 1936). W latach 1928–1934 pełnił funkcję kapitana zespołu. Jako pierwszy łotewski piłkarz osiągnął liczbę 50 występów w reprezentacji, co miało miejsce w czerwcu 1937 roku w meczu przeciwko Niemcom (1:3). Ogółem w latach 1925–1939 rozegrał w zespole narodowym 54 spotkania uznane za oficjalne, w których strzelił 14 bramek.

### Bramki w reprezentacji
| LP  | Data             | Miejsce                      | Przeciwnik | Bramka | Rezultat | Ranga meczu     |
| --- | ---------------- | ---------------------------- | ---------- | ------ | -------- | --------------- |
| 1.  | 20 lipca 1926    | ASK stadions, Ryga           | Szwecja    | 2:1    | 4:1      | Mecz towarzyski |
| 2.  | 11 września 1927 | Töölön pallokenttä, Helsinki | Finlandia  | 1:2    | 1:3      | Mecz towarzyski |
| 3.  | 18 września 1929 | Kadrioru staadion, Tallinn   | Estonia    | 1:4    | 1:4      | Mecz towarzyski |
| 4.  | 29 czerwca 1932  | LFLS stadionas, Kowno        | Litwa      | 1:0    | 3:2      | Mecz towarzyski |
| 5.  | 28 sierpnia 1932 | JKS stadions, Ryga           | Litwa      | 2:1    | 4:1      | Baltic Cup 1932 |
| 6.  | 30 sierpnia 1932 | JKS stadions, Ryga           | Estonia    | 1:0    | 1:0      | Baltic Cup 1932 |
| 7.  | 12 czerwca 1933  | JKS stadions, Ryga           | Litwa      | 3:1    | 6:2      | Mecz towarzyski |
| 8.  | 9 sierpnia 1933  | Kadrioru Staadion, Tallinn   | Estonia    | 1:1    | 1:2      | Mecz towarzyski |
| 9.  | 3 września 1933  | Kariuomenės stadionas, Kowno | Estonia    | 1:0    | 1:0      | Baltic Cup 1933 |
| 10. | 14 czerwca 1936  | Kariuomenės stadionas, Kowno | Litwa      | 2:0    | 5:1      | Mecz towarzyski |
| 11. | 14 czerwca 1936  | Kariuomenės stadionas, Kowno | Litwa      | 5:1    | 5:1      | Mecz towarzyski |
| 12. | 28 sierpnia 1936 | JKS stadions, Ryga           | Litwa      | 2:1    | 2:1      | Baltic Cup 1936 |
| 13. | 31 sierpnia 1936 | JKS stadions, Ryga           | Estonia    | 1:0    | 2:1      | Baltic Cup 1936 |
| 14. | 25 września 1938 | ASK stadions, Ryga           | Polska     | 2:1    | 2:1      | Mecz towarzyski |

## Życie prywatne i upamiętnienie
Urodził się w 1906 roku w Sabile jako syn Niemców bałtyckich Otto i Dory Šeibelisów. W 1907 roku przeprowadził się z rodzicami do Rygi. Jego ojciec walczył w I wojnie światowej, podczas której zaginął. W 1939 roku Šeibelis wydał książkę Piłka nożna. Teoria, taktyka, technika (łot. Futbols. Teorija, taktika, tehnika), która była pierwszą publikacją o tematyce piłkarskiej w języku łotewskim. Po zakończeniu II wojny światowej wraz z rodziną wyemigrował do Niemiec, a następnie do Stanów Zjednoczonych, gdzie osiadł na stałe. Zmarł w 1972 roku i został pochowany na Cmentarzu Evergreen w Tucson.
W 2001 roku jego imieniem nazwano klub FK Alberts z Rygi, ze struktur którego w 2008 roku utworzono akademię piłkarską JDFS Alberts. Jego imię nosi również stadion piłkarski (łot. Alberta Šeibeļa stadions), zlokalizowany w północnej Rydze w dzielnicy Vecdaugava.

## Sukcesy

### Zespołowe
Łotwa
- Baltic Cup: 1928, 1932, 1933, 1936

Rīgas FK
- mistrzostwo Łotwy: 1925, 1926, 1930

Rīgas Vilki
- Puchar Łotwy: 1938

### Indywidualne
- król strzelców Baltic Cup: 1932 (2 gole), 1936 (2 gole)